# Хазарски речник
Хазарски речник је роман српског писца Милорада Павића. Књигу је 1984. године објавила издавачка кућа „Просвета“. Као најбољи југословенски роман, исте године добија НИН-ову награду, а 1992. године добија и награду за роман деценије од стране графичког атељеа „Дерета“. Часопис Њујорк тајмс га је уврстио у седам књига по избору уредника крајем новембра 1988. године.
Преведен је на више језика. На кинеском језику је 2013. имао три издања.